# Beaume
Beaume – rzeka we Francji, przepływająca przez teren departamentu Ardèche, o długości 43,9 km. Stanowi prawy dopływ rzeki Ardèche.